# Antonio Roldán Monés
Antonio «Toni» Roldán Monés (Barcelona, 14 de mayo de 1983) es un economista y político español, diputado en el Congreso durante la XI, XII y XIII legislatura, donde ejerció como portavoz de Economía y secretario de Programas y Áreas Sectoriales de Ciudadanos.

## Biografía
Hijo del sevillano Santiago Roldán, hijo de un ingeniero militar franquista, y Maria Antonia Monés. Su padre, fallecido en 1996, fue catedrático de Estructura Económica en la Universidad Autónoma de Barcelona y Rector de la Universidad Internacional Menéndez Pelayo nombrado por Felipe González. Publicó artículos en revistas como Triunfo, Cuadernos para el Diálogo y El País bajo el pseudónimo colectivo "Arturo López Muñoz". Anque inicialmente militante del Partido Comunista, fue uno de los fundadores del Partido de los Socialistas de Cataluña (PSC); fue uno de los redactores del programa económico del PSOE que contribuyó a la victoria electoral de 1982, pero posteriormente fue apartado por Carlos Solchaga, quien lo consideró demasiado radical. A principios de los 90 fue nombrado presidente del Holding Olímpico S.A., entidad encargada de los preparativos de los Juegos Olímpicos de Barcelona 1992.
Su madre es catedrática en la Universidad Autónoma de Barcelona también. Formada en la Universidad de Cambridge, doctora por la UAB, y experta en economía, ha sido respetada en los círculos académicos y gubernamentales, llegando a ser asesora económica del en la Oficina Económica de la Moncloa durante gobiernos socialistas. Asimismo también colaboró con Ayuntamiento de Barcelona y del tripartito catalán. Ha sido pareja de Francesc de Carreras.
Toni es licenciado en Ciencias Económicas por la Universidad Autónoma de Barcelona, tiene un máster en Política Económica (MPA) por la Universidad de Columbia, y otro Máster en Economía Política (MPhil) por el Instituto Europeo de la London School of Economics (LSE). Se le considera discípulo de Luis Garicano. Es colaborador habitual de El País y aparece habitualmente citado en medios internacionales. 
Roldán es director del centro de política económica de Esade, EsadeEcPol y profesor visitante (VPP) en la Escuela de Políticas Públicas de la London School of Economics (LSE). Ha trabajado como economista en la Dirección General de Economía y Finanzas de la Comisión Europea y como asesor económico en el Parlamento Europeo. También ha sido analista jefe para el Sur de Europa en la consultora de riesgo político americana Eurasia Group e investigador en la London School of Economics.
En septiembre de 2015 se incorporó a Ciudadanos-Partido de la Ciudadanía (Cs), partido con el que fue elegido diputado por Barcelona en las elecciones de 2015 y 2016. Fue adjunto del grupo parlamentario, portavoz de Economía en el Congreso de los Diputados y secretario de Programas y Áreas Sectoriales de Ciudadanos. Representante del ala socioliberal de Cs, abandonó su partido y dejó su escaño en el Congreso de los Diputados el día 24 de junio de 2019, mostrando disconformidad con la estrategia de pactos electorales de Albert Rivera, preguntándose retóricamente en el anuncio de su dimisión: «¿Cómo vamos a superar la confrontación entre rojos y azules si nos convertimos en azules?».

## Obras
- Recuperar el futuro: Doce propuestas que cambiarán España (2015), con Luis Garicano Gabilondo.
- La economía española en tiempos de pandemia: una primera aproximación (2020) , con Juan Francisco Jimeno y Ángel de la Fuente.